# Comuna Virje, Koprivnica-Križevci
Virje este o comună în cantonul Koprivnica-Križevci, Croația, având o populație de 4.587 de locuitori (2011).

## Demografie
Componența etnică a comunei Virje
     Croați (98,3%)
     Necunoscut (0,07%)
     Neclasificat (1,46%)
Componența confesională a comunei Virje
     Catolici (97,56%)
     Necunoscută (0,7%)
     Alte religii (1,74%)
Conform recensământului din 2011, comuna Virje avea 4.587 de locuitori. Din punct de vedere etnic, majoritatea locuitorilor (98,3%) erau croați. Apartenența etnică nu este cunoscută în cazul a 0,07% din locuitori. Din punct de vedere confesional, majoritatea locuitorilor (97,56%) erau catolici. Pentru 0,7% din locuitori nu este cunoscută apartenența confesională.